# كاتريونا سيث
كاتريونا سيث (بالإنجليزية: Catriona Seth)‏ هي مؤرخة أدبية بريطانية، ولدت في 30 أغسطس 1964.